# Teatro Massimo
El Teatro Massimo de Palerm és el més gran dels teatres d'òpera d'Itàlia i el tercer més gran d'Europa. Està dedicat al rei d'Itàlia Víctor Manuel II.
De gust neoclàssic, va ser construït sobre els terrenys resultants de la demolició de l'església de Le Stimmate i del monestir de Sant Julià, a finals del segle xix. Els treballs de demolició es van iniciar l'any 1875 després dels successius contratemps que van seguir al concurs de 1864, guanyat per l'arquitecte Giambattista Filippo Basile. El teatre va ser conclòs pel seu fill, Ernesto Basile, qui es va fer càrrec de la construcció l'any 1891 després de la mort de son pare. Va  acabar-se el 16 de maig de 1897 i va inaugurar-se amb Falstaff, de Verdi. Precisament el teatre està situat a la plaça Giuseppe Verdi, en la part vella de la ciutat.
Els exteriors del teatre, seguint la moda neoclàssica d'usar arquitectura antiga, presenta un pronaos corinti hexàstil elevat sobre una monumental escala. Als laterals s'hi troben dos lleons de bronze amb al·legories de la Tragèdia i la Lírica. Sobre les sis columnes es pot llegir "L'Arte rinnova i popoli e ne rivela la vita": l'art renova els pobles, i en revela la vida. Hi ha diverses teories sobre la paternitat d'aquesta frase, sense arribar a cap  consens. En la part alta de l'edifici es va construir una enorme cúpula semiesfèrica. L'esquelet de la cúpula és una estructura metàl·lica reticular que  recolza sobre un sistema de corrons que permeten els moviments provocats pels canvis de temperatura.
La simetria al voltant de l'eix d'ingrés, la repetició constant de certs elements (columnes, finestres en arc, etc.) i la decoració rigorosament composta defineixen una estructura espacial simple i una volumetria clara, harmònica i geomètrica, d'inspiració grega i romana. Les referències formals en aquest edifici són, a més dels teatres antics, les construccions religioses i públiques romanes com el temple, la basílica civil i les termes romanes, sobretot pel que fa al desenvolupament planimètric dels volums i en la cobertura.
L'interior va ser decorat amb pintures de R. Lentini, E. de Maria Bercher, M. Cortegiani i L. Di Giovanni. Disposa de 1.387 localitats.
El Teatro Massimo va reobrir les portes el 12 de maig de 1997 després d'un llarg període d'abandó. Avui dia proposa una gran varietat d'activitats culturals: ballets amb artistes de fama internacional, òpera, mostres i trobades.
Les últimes escenes d'El Padrí III es van rodar al Teatre Massimo.